# José Basco

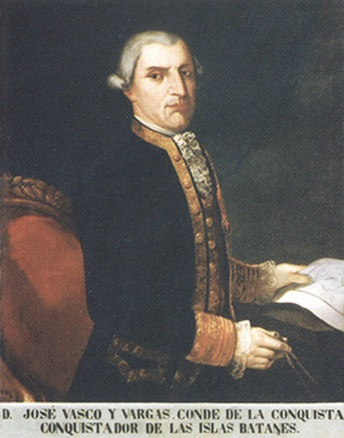
José Basco y Vargas

José Basco y Vargas (1733-1803) was van 1778 tot 1787 de 44e gouverneur-generaal van de Filipijnen tijdens het Spaanse koloniale bewind.
Basco Y Vargas' beleid was erg op de economie gericht. Zo richtte hij de Sociedad Económica de los Amigos del País (vertaling: Economische Sociëteit van vrienden van het land) op. Op 1 maart 1782 werd op zijn advies het tabaksmonopolie ingesteld. Daarnaast werd in de periode van zijn bewind de Filipijnen onafhankelijk van Nieuw-Spanje (het huidige Mexico) en viel het land voortaan direct onder Spanje. In 1787 werd Basco y Vargas opgevolg door Pedro Sarrio.
Het plaatsje Basco in de provincie Batanes is naar deze gouverneur vernoemd.